# Dead New World
Dead New World – album amerykańskiego zespołu muzycznego Ill Niño. Wydawnictwo ukazało się 25 października 2010 roku nakładem wytwórni muzycznej Victory Records. Album dotarł do 164. miejsca listy Billboard 200 w Stanach Zjednoczonych sprzedając się w nakładzie 3 tys. egzemplarzy w przeciągu tygodnia od dnia premiery.
Nagrania były promowane teledyskami do utworów "Against The Wall" i "Bleed Like You".

## Lista utworów
Opracowano na podstawie materiału źródłowego.
1. "God Is For The Dead" (sł. Cristian Machado, muz. Ill Niño) – 2:54
2. "The Art Of War" (sł. Cristian Machado, muz. Ill Niño) – 4:09
3. "Against The Wall" (sł. Cristian Machado, muz. Ill Niño) – 3:27
4. "Mi Revolucion" (sł. Cristian Machado, muz. Ill Niño) – 3:50
5. "Bleed Like You" (sł. Cristian Machado, muz. Ill Niño) – 3:15
6. "Serve The Grave" (sł. Cristian Machado, muz. Ill Niño) – 3:21
7. "If You Were Me" (sł. Cristian Machado, muz. Ill Niño) – 3:43
8. "Ritual" (sł. Cristian Machado, muz. Ill Niño) – 4:33
9. "Killing You, Killing Me" (sł. Cristian Machado, muz. Ill Niño) – 3:52
10. "How Could I Believe" (sł. Cristian Machado, muz. Ill Niño) – 4:11
11. "Bullet With Butterfly Wings" (sł. Cristian Machado, muz. Ill Niño) – 4:29
12. "Scarred" (sł. Cristian Machado, muz. Ill Niño) – 3:44

## Listy sprzedaży
| Lista                        | Kraj              | Pozycja |
| ---------------------------- | ----------------- | ------- |
| Billboard 200                | Stany Zjednoczone | 164     |
| Billboard Independent Albums | Stany Zjednoczone | 22      |
| Billboard Hard Rock Albums   | Stany Zjednoczone | 13      |